# Silba
Silba é uma ilha do Mar Adriático que fica na Croácia. Possui 15 km² e 265 habitantes.